# Phytomyza nigrifemur
Phytomyza nigrifemur är en tvåvingeart som beskrevs av Erich Martin Hering 1934. Phytomyza nigrifemur ingår i släktet Phytomyza och familjen minerarflugor.
Artens utbredningsområde är Polen. Arten är reproducerande i Sverige. Inga underarter finns listade i Catalogue of Life.